# Wannsee

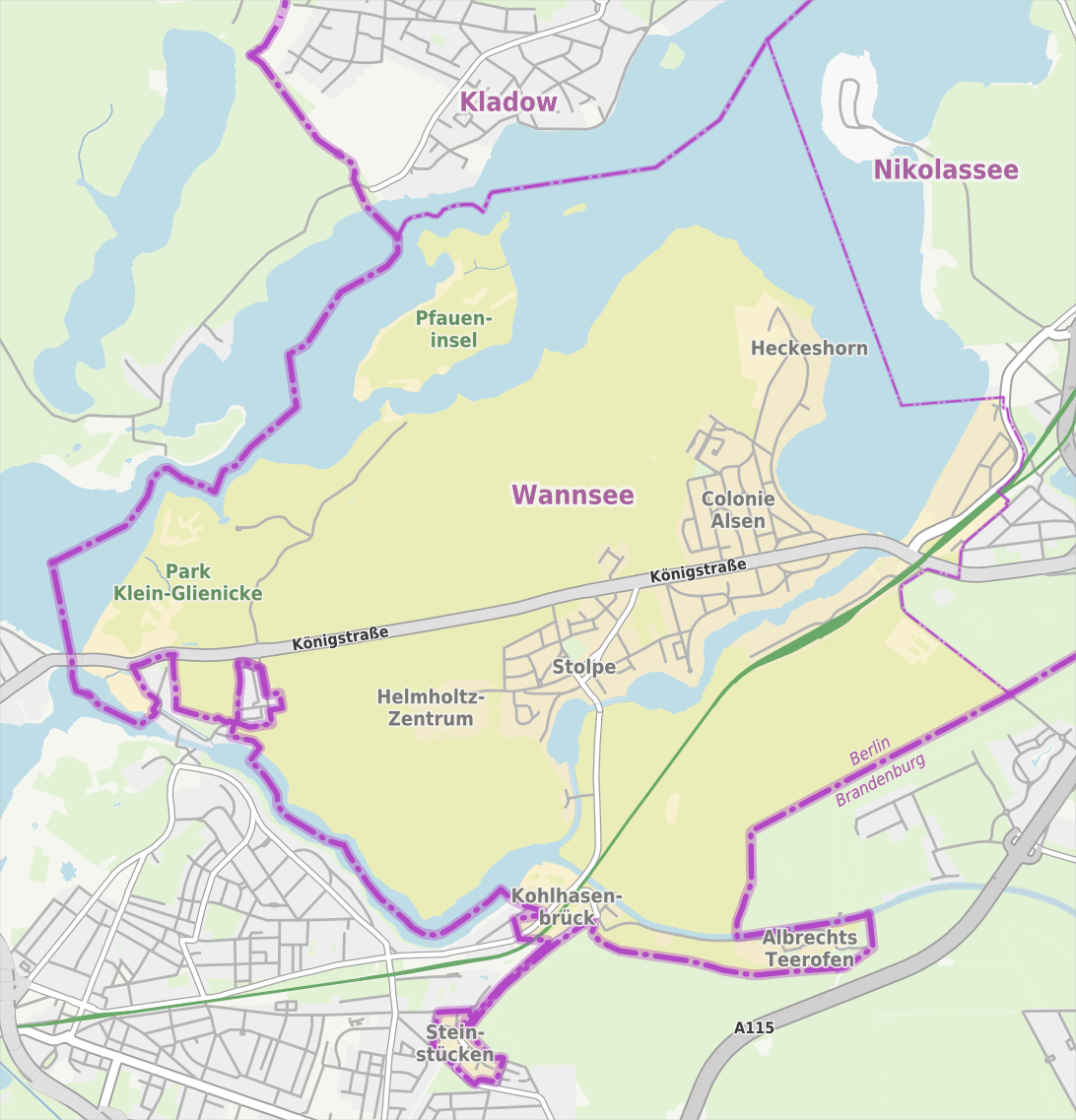
Mappa del quartiere

Wannsee è un quartiere (Ortsteil) di Berlino, appartenente al distretto (Bezirk) di Steglitz-Zehlendorf.

## Posizione

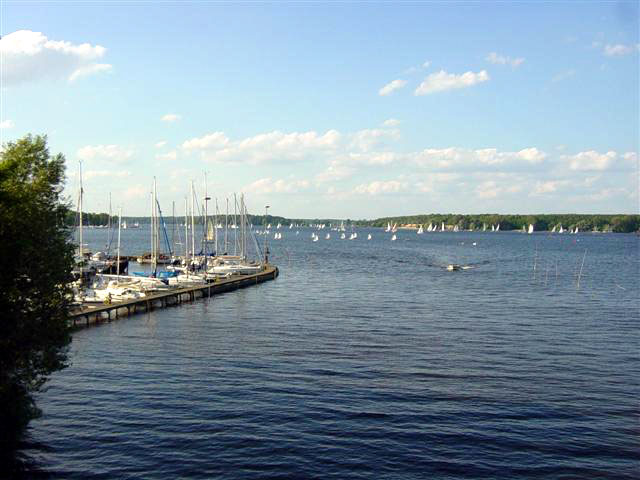
Lago Wannsee

Wannsee si trova nell'angolo più sud-occidentale di Berlino, contigua con la periferia di Potsdam e con Kleinmachnow. Di fronte al quartiere, dall'altro lato del fiume Havel (sul lago Großer Wannsee), si trova il quartiere di Kladow. Le due sponde sono collegate tramite traghetto.
Appartiene al suo territorio anche Steinstücken, un ex-enclave berlinese (dentro Potsdam), che nel 1972 venne unita al resto della città (allora Berlino Ovest), attraverso uno stretto corridoio stradale, tramite accordi fra le "due Germanie". Ciò fu fatto onde evitare ai circa 200 residenti dell'enclave controlli doganali ad ogni passaggio dalla stessa al resto di Berlino Ovest.